# Candona inopinata
Candona inopinata är en kräftdjursart som beskrevs av N. C. Furtos 1933. Candona inopinata ingår i släktet Candona och familjen Candonidae. Inga underarter finns listade.